# Jean Pierre Augustin Petit
 (mai 2013).
Jean Pierre Augustin Petit, né le 15 avril 1882 à Oris-en-Rattier (Isère) et mort le 21 décembre 1967 à Gières (Isère), est un officier de l'armée française, commandeur de la Légion d'honneur.
Il participe à la pacification du Maroc et à la Première Guerre mondiale au sein du 2e régiment de tirailleurs algériens (2e RTA) de l'Armée d'Afrique puis sert au Levant en 1919-1921.
Officier sorti du rang, sept fois cité et cinq fois blessé au cours de la Première Guerre mondiale, il est nommé chevalier de la Légion d'honneur en 1916 à titre militaire, puis officier dans cet ordre en 1928 et enfin commandeur en 1960 « en qualité d'ancien sous-lieutenant au 2e régiment de tirailleurs de marche ». Il est titulaire de la Croix de guerre 1914-1918  avec 1 palme, 1 étoile de vermeil, 3 étoiles d'argent et 2 étoiles de bronze.

## Décorations
- Commandeur de la Légion d'honneur (1960)
  - Officier (1928)
  - Chevalier (1916)
- Croix de guerre 1914–1918 avec 1 palme, 1 étoile de vermeil, 3 étoiles d'argent et 2 étoiles de bronze
- Croix du combattant volontaire 1914-1918
- Médaille coloniale avec agrafe Maroc (1914) et Levant
- Insigne des blessés militaires
- Médaille commémorative du Maroc avec agrafe Casablanca
- Médaille commémorative de la bataille de Verdun
- Officier de l'ordre du Ouissam alaouite (1919)

## Sources
- Annuaire des officiers d'infanterie pour 1923-1924 publiée par l'Imprimerie Librairie militaire
- Dossier de pension du Service historique de la Défense (Cote 11Yf 9700)
- Dossier de la légion d'honneur (Cote 19800035/888/4054)